# Orimarga rubricolor
Orimarga rubricolor är en tvåvingeart som beskrevs av Alexander 1931. Orimarga rubricolor ingår i släktet Orimarga och familjen småharkrankar. Inga underarter finns listade i Catalogue of Life.